# La piazza del Diamante
La piazza del Diamante (titolo originale La plaça del Diamant) è un romanzo della scrittrice catalana Mercè Rodoreda. È considerata la principale opera della scrittrice e un classico della letteratura europea del dopoguerra.
Il romanzo, pubblicato nel 1962, è stato tradotto in più di venti lingue.
È una delle principali opere mai scritte in lingua catalana.

## L'opera
Ambientata nel quartiere barcellonese di Gracia, nel periodo della seconda repubblica spagnola e della guerra civile  (1936 - 1939), narra la storia di Natalia, una giovane donna, che, come tante donne di quell'epoca, accetta ciò che la vita e suo marito le impongono, rassegnandosi perfino a cambiare il proprio nome (sarà infatti chiamata da tutti "Colometa").
Mercè Rodoreda racconta magistralmente, con il suo stile narrativo agile e diretto, con periodi di un rigo appena, la noia, la solitudine femminile, l'attesa, le ansie e le insoddisfazioni di una donna come tante altre, immersa e sommersa nell'interminabile monotono quotidiano.

## Edizioni
- Mercè Rodoreda, La piazza del Diamante, traduzione e nota di Giuseppe Cintoli, Arnoldo Mondadori Editore, 1970,  pp.214.

- Mercè Rodoreda, La piazza del Diamante, traduzione di Anna Maria Saludes i Amat, collana Varianti, Bollati Boringhieri, 1990,  pp.185, ISBN 88-339-0559-4.

- Mercè Rodoreda, La piazza del Diamante, traduzione di Giuseppe Tavani, collana Il Basilisco, La Nuova Frontiera, 2008,  pp.224, ISBN 978-88-8373-121-1.